# Jocuri populare din sudul Moldovei
 Jocuri populare din sudul Moldovei 
Din toate creatiile folclorice cu radacini împlântate adânc in frumoasele și bogatele noastre traditii,dansul din sudul Moldovei se impune prin marea lui varietate coregrafică și muzicală.El face parte  din folclorul nostru autohton.Ca și cântecele, basmele, legendele, baladele și poeziile populare,dansul românesc constituie o manifestare artistica ce exprima sentimentele, gândurile și năzuințele poporului si istorialui multiseculara.
Jocul popular este strâns legat de viața oamenilor și odată dezvoltarea societații, el trece prin necontenite transformări, se șlefuiește mereu, se cizelează,păsătrându-și miezul, esența și debarasându-se de tot ce e trecator. Astfel,dansul popular moldovenesc s-a statornicit în forme artistice proprii, originale, având trăsături comune, esențiale, care leaga toate formele de exprimare coregrafică.
Caracterizînd jocurile din sudul Moldovei , putem spune cu toata convingerea că ele se deosebesc prin virtuozitatea executiei si si varietatea stilurilor. Repertoriul satelor sudice cuprinde: Hore de mâna, Hora în bătăi, Hora în două părți, Hora nunții, Hora flăcăilor, Hora drăgaicelor, Mocăneasca, Mocăncuța, Țărăncuța, Țânțărașul, Geamparalele   . Există o mare diversitate de brâie – bătute, numeroase variante ale dansurilorCorăgeasca, Morișca, Floricica, Turturica, Arnăuțeasca, Călusarii, Căprița, Alunelul, Maramele, Crăițele, Drăgaica,Dunăreanca, Ciocârlanul, Bătaia, Mușamaua  ș.a.  De mare popularitate se bucură în această zonă jocurile bulgare :  Recenița, Horo, Fârlicundac, Oica  , și cele găgăuze :  Duy ava, Kadânja ș.a.
Dansul cel mai vechi și cel mai răspândit în Moldova de sud, ca și pe întregul plai românesc , este Hora, Hora Mare   sau  Jocul cel Mare. 
Jocuri populare
Tăbăceasca:
Dans bărbătesc de mare virtuozitate. Se mai păstrează în satul Giurgiulești. Potrivit mărturisirilor localnicilor, în special ale celor împărtăsite de bătrânul Toader Cucoș, pe vremuri dansator neîntrecut și bun organizator al horelor cu muzică și dansuri, a participat în anul 1938 la un concurs de jocuri folclorice, care a avut loc la București. Dansatorii basarabeni din satul Giurgiulești au ocupat locul întâi în întreaga Românie.
Dansul  Tăbăceasca  se joacă în formă de cerc închis și semicerc. Ținuta e lanț de brațe jos și numai câte o dată îndoite din coate ca la horă sau ridicate sus deasupra umerilor. Jocul are patru figuri foarte complicate și sincopate.
 Florica :
Interpretat cu mare drag  de localnicii de la sud. El impresionează nu numai prin numele sugestiv,ci și prin autenticitatea mișcărilor pline de vitalitate, armoni și specific național. După cum spun țăranii, Florica sau alintată Floricica  este o tânăra fată, pe care o joacă flăcăul la horă, gingașă și frumoasa ca o floare de câmp. 
Creatori ai minunatului tezaur folcloric coregrafic, flăcăii de la sate își demonstrează  măiestria  îndeosebi când sunt admirați de fetele pe care le iubesc. Atunci joacă mai ușor, mai voinicește. Înaripați de inspirație, ei caută să se impună în ochii mândrelor ca cei mai chipeși și mai buni fără să-și dea seama, flăcăii improvizează o mulțime de mișcări și chiar uneori compoziții întregi de dans ce pornesc din simțul sufletului îndrăgostit.Aceste mișcări și compoziții autenticese cizelează cu timpul, se perfecționează și devin dansuri cu adevarat populare.Sunt numeroase cazuri când flăcăii creau jocuri noi, cărora le dădeau numele fetelor îndrăgite:Ilenuța, Floricica, Catincuța, Mărioara, Viorica, Aurica ș.a.
Brâul  sau Brâul cu bătăi de la sud se joacă în jumătăți de horă semicerc. Dansatorii și brațele sprijinite pe umerii partenerilor, începând jocul ușor, apoi intensificând treptat mișcările. Dansatorul din capul rândului flutura uneori în mâna dreaptă o batista și spune o strigătură, iar ceilalți își dau drumul de brațe și se prind de cingătoare.
Alte dansuri din Moldova:Bătuta, Bătrâneasca, Ciobănașul, Brâul.